# Phaedra (álbum de Tangerine Dream)
Phaedra  é um álbum do grupo Tangerine Dream lançado em 1974, o primeiro após assinatura de contrato com a Virgin Records rendendo, na opinião da crítica, os melhores trabalhos da banda. Também marca o inicio de um som mais direto e acessível aos poucos abandonando a música psicodélica e espacial dos álbuns anteriores, embora ainda contenha estes elementos. 

## Faixas
1. "Phaedra" - 16:45
2. "Mysterious Semblance at the Strand of Nightmares" - 10:35
3. "Movements of a Visionary" - 7:55
4. "Sequent C'" - 2:18

## Créditos
- Edgar Froese – produção, mellotron, guitarra, baixo, sintetizador, órgão.
- Christopher Franke – sintetizador.
- Peter Baumann – órgão, piano eletrico, sintetizador, flauta.